# Lista siturilor arheologice din județul Hunedoara - S
Lista siturilor arheologice din județul Hunedoara - S conține toate siturile arheologice din județul Hunedoara înscrise în Repertoriul Arheologic Național (RAN) și aflate în localități al căror nume începe cu litera S. RAN este administrat de Ministerul Culturii și Patrimoniului Național și cuprinde date științifice, cartografice, topografice, imagini și planuri, precum și orice alte informații privitoare la zonele cu potențial arheologic, studiate sau nu, încă existente sau dispărute.
Puteți căuta un sit din localitățile care încep cu litera S folosind formularul de mai jos sau puteți naviga prin toate siturile din județ la Lista siturilor arheologice din județul Hunedoara.
| Cod RAN                                   | Denumire | Localitate                                        | Adresă                     | Datare                  | Descoperit | Coordonate                                    | Imagine           | Erori            |
| ----------------------------------------- | --- | ------------------------------------------------- | -------------------------- | ----------------------- | ---------- | --------------------------------------------- | ----------------- | ---------------- |
| 88341.01.01                               | Cetatea medievală de la Sibișel - "Bordu" / ansamblu anonim (Categorie: locuire civilă) (Tip: Cetate)                                                                                 | sat Sibișel, comuna Beriu                         | Bordu                      | sec. XIII - XIV         | 1999       |                                               | Încărcați imagine | Raportați eroare |
| 87530.02.01                               | Biserica "Adormirea Maicii Domnului" din Strei / ansamblu Biserica "Adormirea Maicii Domnului" din Strei (Categorie: structură de cult/religioasă) (Tip: Biserică)                    | sat Strei, oraș Călan                             | Cimitir                    | sec.XIII-XIX            |            |                                               | Încărcați imagine | Raportați eroare |
| 91063.02.01                               | Necropola romană de la Sarmizegetusa - "La Cireș" / ansamblu anonim (Categorie: descoperire funerară) (Tip: Necropolă de incinerație)                                                 | sat Sarmizegetusa, comuna Sarmizegetusa           | La Cireș                   |                         | sec. XIX   | 45°30′N 23°21′E / 45.5°N 23.35°E              | Încărcați imagine | Raportați eroare |
| 91296.01.01                               | Așezarea neolitică de la Săcel - Râul Mare / ansamblu anonim (Categorie: locuire civilă) (Tip: Locuire)                                                                               | sat Săcel, comuna Sântămăria-Orlea                | Râul Mare                  |                         |            |                                               | Încărcați imagine | Raportați eroare |
| 91303.01.01                               | Așezarea neolitică de la Sânpetru / ansamblu anonim (Categorie: locuire civilă) (Tip: Așezare)                                                                                        | sat Sânpetru, comuna Sântămăria-Orlea             | Săliștioara I              |                         |            |                                               | Încărcați imagine | Raportați eroare |
| 87521.01.01                               | Așezarea neolitică de la Sântămăria de Piatră / ansamblu anonim (Categorie: locuire civilă) (Tip: Așezare)                                                                            | sat Sântămăria de Piatră, oraș Călan              | Măgura                     | Turdaș                  |            |                                               | Încărcați imagine | Raportați eroare |
| 87521.01.02                               | Așezarea neolitică de la Sântămăria de Piatră / ansamblu anonim (Categorie: locuire civilă) (Tip: Așezare)                                                                            | sat Sântămăria de Piatră, oraș Călan              | Măgura                     |                         |            |                                               | Încărcați imagine | Raportați eroare |
| 87442.01.01                               | Așezările neolitice de la Streisângeorgiu / ansamblu anonim (Categorie: locuire civilă) (Tip: Așezare)                                                                                | localitate componentă Streisângeorgiu, oraș Călan |                            | Turdaș                  |            | 44°43′33″N 25°01′27″E / 44.72586°N 25.02414°E | Încărcați imagine | Raportați eroare |
| 87442.01.02                               | Așezările neolitice de la Streisângeorgiu / ansamblu anonim (Categorie: locuire civilă) (Tip: Locuire)                                                                                | localitate componentă Streisângeorgiu, oraș Călan |                            |                         |            | 44°43′33″N 25°01′27″E / 44.72586°N 25.02414°E | Încărcați imagine | Raportați eroare |
| 90967.01.01                               | Așezarea neolitică de la Suseni - "Cetatea Colț" / ansamblu anonim (Categorie: locuire civilă) (Tip: Locuire)                                                                         | sat Suseni, comuna Râu de Mori                    | Cetatea Colț               |                         |            |                                               | Încărcați imagine | Raportați eroare |
| 91125.04.01 (Cod LMI: HD-II-m-A-03442)    | Situl bisericii românesti "Sf. Nicolae" de la Sălașu de Sus / ansamblu Biserica "Sf. Nicolae" (Categorie: structură de cult/religioasă) (Tip: Biserică)                               | sat Sălașu de Sus, comuna Sălașu de Sus           | Ulița Mare, 153            | sec. XV                 |            |                                               | Încărcați imagine | Raportați eroare |
| 91125.04.02 (Cod LMI: HD-II-m-A-03442)    | Situl bisericii românesti "Sf. Nicolae" de la Sălașu de Sus / ansamblu Biserica "Sf. Nicolae" (Categorie: structură de cult/religioasă) (Tip: Biserică)                               | sat Sălașu de Sus, comuna Sălașu de Sus           | Ulița Mare, 153            | sec. XVI                |            |                                               | Încărcați imagine | Raportați eroare |
| 91125.04.03 (Cod LMI: HD-II-m-A-03442)    | Situl bisericii românesti "Sf. Nicolae" de la Sălașu de Sus / ansamblu Biserica "Sf. Nicolae" (Categorie: structură de cult/religioasă) (Tip: Biserică)                               | sat Sălașu de Sus, comuna Sălașu de Sus           | Ulița Mare, 153            | sec. XVI                |            |                                               | Încărcați imagine | Raportați eroare |
| 91125.04.04 (Cod LMI: HD-II-m-A-03442)    | Situl bisericii românesti "Sf. Nicolae" de la Sălașu de Sus / ansamblu Biserica "Sf. Nicolae" (Categorie: structură de cult/religioasă) (Tip: Biserică)                               | sat Sălașu de Sus, comuna Sălașu de Sus           | Ulița Mare, 153            | sec. XVIII - XIX        |            |                                               | Încărcați imagine | Raportați eroare |
| 87610.01.01 (Cod LMI: HD-II-m-A-03447)    | Situl bisericii "Sf. Treime" a Mănăstirii Prislop de la Silivașu de Sus / ansamblu Biserica Mănăstirii Prislop "Sf. Treime" (Categorie: structură de cult/religioasă) (Tip: Biserică) | sat Silivașu de Sus, oraș Hațeg                   |                            | sec. XIV - XV           |            | 45°37′53″N 22°51′00″E / 45.6314°N 22.85°E     | Încărcați imagine | Raportați eroare |
| 87610.01.02 (Cod LMI: HD-II-m-A-03447)    | Situl bisericii "Sf. Treime" a Mănăstirii Prislop de la Silivașu de Sus / ansamblu anonim (Categorie: structură de cult/religioasă) (Tip: Biserică)                                   | sat Silivașu de Sus, oraș Hațeg                   |                            | 1564                    |            | 45°37′53″N 22°51′00″E / 45.6314°N 22.85°E     | Încărcați imagine | Raportați eroare |
| 87610.01.03 (Cod LMI: HD-II-m-A-03447)    | Situl bisericii "Sf. Treime" a Mănăstirii Prislop de la Silivașu de Sus / ansamblu anonim (Categorie: structură de cult/religioasă) (Tip: Biserică)                                   | sat Silivașu de Sus, oraș Hațeg                   |                            | sec. XVIII              |            | 45°37′53″N 22°51′00″E / 45.6314°N 22.85°E     | Încărcați imagine | Raportați eroare |
| 91303.02.01 (Cod LMI: HD-II-m-A-03444)    | Situl Bisericii "Sf. Gheorghe"", din Sânpetru / ansamblu Biserica "Sf. Gheorghe" (Categorie: structură de cult/religioasă) (Tip: Biserică)                                            | sat Sânpetru, comuna Sântămăria-Orlea             |                            | sf. sec. XIII-sec. XIV  |            |                                               | Încărcați imagine | Raportați eroare |
| 91303.02.02 (Cod LMI: HD-II-m-A-03444)    | Situl Bisericii "Sf. Gheorghe"", din Sânpetru / ansamblu Biserica "Sf. Gheorghe" (Categorie: structură de cult/religioasă) (Tip: Biserică)                                            | sat Sânpetru, comuna Sântămăria-Orlea             |                            | sec. XV                 |            |                                               | Încărcați imagine | Raportați eroare |
| 91303.02.03 (Cod LMI: HD-II-m-A-03444)    | Situl Bisericii "Sf. Gheorghe"", din Sânpetru / ansamblu anonim (Categorie: structură de cult/religioasă) (Tip: Cimitir)                                                              | sat Sânpetru, comuna Sântămăria-Orlea             |                            | sec. XIV                |            |                                               | Încărcați imagine | Raportați eroare |
| 91303.02.04 (Cod LMI: HD-II-m-A-03444)    | Situl Bisericii "Sf. Gheorghe"", din Sânpetru / ansamblu anonim (Categorie: structură de cult/religioasă) (Tip: Biserică)                                                             | sat Sânpetru, comuna Sântămăria-Orlea             |                            |                         |            |                                               | Încărcați imagine | Raportați eroare |
| 91303.02.05 (Cod LMI: HD-II-m-A-03444)    | Situl Bisericii "Sf. Gheorghe"", din Sânpetru / ansamblu anonim (Categorie: structură de cult/religioasă) (Tip: Biserică)                                                             | sat Sânpetru, comuna Sântămăria-Orlea             |                            | sec. XVIII              |            |                                               | Încărcați imagine | Raportați eroare |
| 91241.03.01 (Cod LMI: HD-II-m-A-03445)    | Situl bisericii reformate medievale de la Sântămăria-Orlea / ansamblu anonim (Categorie: structură de cult/religioasă) (Tip: Biserică)                                                | sat Sântămăria-Orlea, comuna Sântămăria-Orlea     |                            | sf. sec. XIII (1280)    |            | 45°35′26″N 22°58′12″E / 45.59055°N 22.97009°E | Încărcați imagine | Raportați eroare |
| 91241.03.02 (Cod LMI: HD-II-m-A-03445)    | Situl bisericii reformate medievale de la Sântămăria-Orlea / ansamblu anonim (Categorie: structură de cult/religioasă) (Tip: Biserică)                                                | sat Sântămăria-Orlea, comuna Sântămăria-Orlea     |                            | sec. XV                 |            | 45°35′26″N 22°58′12″E / 45.59055°N 22.97009°E | Încărcați imagine | Raportați eroare |
| 91241.03.03 (Cod LMI: HD-II-m-A-03445)    | Situl bisericii reformate medievale de la Sântămăria-Orlea / ansamblu anonim (Categorie: structură de cult/religioasă) (Tip: Biserică)                                                | sat Sântămăria-Orlea, comuna Sântămăria-Orlea     |                            | sec. XVIII              |            | 45°35′26″N 22°58′12″E / 45.59055°N 22.97009°E | Încărcați imagine | Raportați eroare |
| 91241.03.04 (Cod LMI: HD-II-m-A-03445)    | Situl bisericii reformate medievale de la Sântămăria-Orlea / ansamblu anonim (Categorie: structură de cult/religioasă) (Tip: Cimitir)                                                 | sat Sântămăria-Orlea, comuna Sântămăria-Orlea     |                            | sec. XVI                |            | 45°35′26″N 22°58′12″E / 45.59055°N 22.97009°E | Încărcați imagine | Raportați eroare |
| 91241.02.01                               | Castelul Kendeffy de la Sântămăria Orlea / ansamblu Castelul Kendeffy (Categorie: construcție) (Tip: Castel)                                                                          | sat Sântămăria-Orlea, comuna Sântămăria-Orlea     |                            | sf. sec. XVIII          |            |                                               | Încărcați imagine | Raportați eroare |
| 91241.02.02                               | Castelul Kendeffy de la Sântămăria Orlea / ansamblu anonim (Categorie: construcție) (Tip: Ansamblu clădiri)                                                                           | sat Sântămăria-Orlea, comuna Sântămăria-Orlea     |                            | sf. sec. XVIII          |            |                                               | Încărcați imagine | Raportați eroare |
| 91241.02.03                               | Castelul Kendeffy de la Sântămăria Orlea / ansamblu anonim (Categorie: construcție) (Tip: Parc)                                                                                       | sat Sântămăria-Orlea, comuna Sântămăria-Orlea     |                            | sf. sec. XVIII          |            |                                               | Încărcați imagine | Raportați eroare |
| 91312.03.01 (Cod LMI: HD-II-m-A-03455.01) | Cetatea Regală a Hațegului de la Subcetate / ansamblu anonim (Categorie: locuire civilă) (Tip: Turn)                                                                                  | sat Subcetate, comuna Sântămăria-Orlea            | vârful dealului Orlea      | sec. XIII - XV          |            |                                               | Încărcați imagine | Raportați eroare |
| 91312.03.01 (Cod LMI: HD-II-m-A-03455.01) | Cetatea Regală a Hațegului de la Subcetate / complex anonim (Categorie: locuire civilă) (Tip: turn)                                                                                   | sat Subcetate, comuna Sântămăria-Orlea            | vârful dealului Orlea      | sec. XIII-XV            |            |                                               | Încărcați imagine | Raportați eroare |
| 91312.03.01 (Cod LMI: HD-II-m-A-03455.01) | Cetatea Regală a Hațegului de la Subcetate / complex anonim (Categorie: locuire civilă) (Tip: zid de incintă)                                                                         | sat Subcetate, comuna Sântămăria-Orlea            | vârful dealului Orlea      | sec. XIII-XV            |            |                                               | Încărcați imagine | Raportați eroare |
| 91312.03.02 (Cod LMI: HD-II-m-A-03455.02) | Cetatea Regală a Hațegului de la Subcetate / ansamblu anonim (Categorie: locuire civilă) (Tip: incinta)                                                                               | sat Subcetate, comuna Sântămăria-Orlea            | vârful dealului Orlea      | sec. XIII - XV          |            |                                               | Încărcați imagine | Raportați eroare |
| 91312.02.01 (Cod LMI: HD-II-m-A-03456)    | Biserica medievală ortodoxă de la Subcetate / ansamblu anonim (Categorie: structură de cult/religioasă) (Tip: Biserică)                                                               | sat Subcetate, comuna Sântămăria-Orlea            |                            | sec. al XVII-lea        |            |                                               | Încărcați imagine | Raportați eroare |
| 90967.03.02 (Cod LMI: HD-II-m-A-03458.01) | Ruinele cetății cneziale de la Suseni - Cetatea de Colț / ansamblu Ruinele cetății de Colț (Categorie: locuire civilă) (Tip: Cetate)                                                  | sat Suseni, comuna Râu de Mori                    | Cetatea de Colț            | sec. XIV                |            |                                               | Încărcați imagine | Raportați eroare |
| 90967.03.02 (Cod LMI: HD-II-m-A-03458.01) | Ruinele cetății cneziale de la Suseni - Cetatea de Colț / ansamblu Ruinele cetății de Colț / complex anonim (Categorie: locuire civilă) (Tip: turn locuință)                          | sat Suseni, comuna Râu de Mori                    | Cetatea de Colț            | sec. XIV                |            |                                               | Încărcați imagine | Raportați eroare |
| 90967.03.03 (Cod LMI: HD-II-m-A-03458.02) | Ruinele cetății cneziale de la Suseni - Cetatea de Colț / ansamblu anonim (Categorie: locuire civilă) (Tip: turn)                                                                     | sat Suseni, comuna Râu de Mori                    | Cetatea de Colț            | sec. XIV                |            |                                               | Încărcați imagine | Raportați eroare |
| 90967.03.01 (Cod LMI: HD-II-a-A-03458)    | Ruinele cetății cneziale de la Suseni - Cetatea de Colț / ansamblu anonim (Categorie: locuire civilă) (Tip: Așezare)                                                                  | sat Suseni, comuna Râu de Mori                    | Cetatea de Colț            |                         |            |                                               | Încărcați imagine | Raportați eroare |
| 87530.03 (Cod LMI: HD-I-s-A-03209)        | Reședința medievală de la Strei / ansamblu anonim (Categorie: construcție) (Tip: Curte nobiliară)                                                                                     | sat Strei, oraș Călan                             |                            | sec. XIII               |            |                                               | Încărcați imagine | Raportați eroare |
| 90967.04.01 (Cod LMI: HD-II-a-A-03459)    | Curtea nobiliară a Cândeștilor de la Suseni / ansamblu anonim (Categorie: construcție) (Tip: Curte nobiliară)                                                                         | sat Suseni, comuna Râu de Mori                    |                            | sec. XVI - XVIII        |            |                                               | Încărcați imagine | Raportați eroare |
| 90967.05.01 (Cod LMI: HD-II-m-A-03460)    | Mănăstirea Colți "Duminica Tuturor Sfinților" de la Suseni / ansamblu anonim (Categorie: construcție de cult) (Tip: biserică)                                                         | sat Suseni, comuna Râu de Mori                    |                            | sec. XIV                |            | 45°28′49″N 22°52′19″E / 45.48019°N 22.87207°E | Încărcați imagine | Raportați eroare |
| 90967.05.02 (Cod LMI: HD-II-m-A-03460)    | Mănăstirea Colți "Duminica Tuturor Sfinților" de la Suseni / ansamblu anonim (Categorie: construcție de cult) (Tip: Biserică)                                                         | sat Suseni, comuna Râu de Mori                    |                            | sec. XVI-XVII           |            | 45°28′49″N 22°52′19″E / 45.48019°N 22.87207°E | Încărcați imagine | Raportați eroare |
| 90967.05.03 (Cod LMI: HD-II-m-A-03460)    | Mănăstirea Colți "Duminica Tuturor Sfinților" de la Suseni / ansamblu anonim (Categorie: construcție de cult) (Tip: Morminte)                                                         | sat Suseni, comuna Râu de Mori                    |                            | sec. XVI-XVII           |            | 45°28′49″N 22°52′19″E / 45.48019°N 22.87207°E | Încărcați imagine | Raportați eroare |
| 91722.01.01                               | Așezare din epoca bronzului de la Spini / ansamblu anonim (Categorie: locuire) (Tip: așezare)                                                                                         | sat Spini, comuna Turdaș                          |                            |                         |            |                                               | Încărcați imagine | Raportați eroare |
| 91722.02.01                               | Așezarea de epocă romană de la Spini / ansamblu anonim (Categorie: locuire) (Tip: așezare rurală)                                                                                     | sat Spini, comuna Turdaș                          |                            |                         |            |                                               | Încărcați imagine | Raportați eroare |
| 87709.01.01                               | Situl arheologic de la Simeria Veche-Ferma IAS / ansamblu anonim (Categorie: locuire) (Tip: așezare)                                                                                  | sat Simeria Veche, oraș Simeria                   | Ferma IAS                  |                         |            |                                               | Încărcați imagine | Raportați eroare |
| 87709.01.02                               | Situl arheologic de la Simeria Veche-Ferma IAS / ansamblu anonim (Categorie: locuire) (Tip: așezare)                                                                                  | sat Simeria Veche, oraș Simeria                   | Ferma IAS                  |                         |            |                                               | Încărcați imagine | Raportați eroare |
| 87709.01.03                               | Situl arheologic de la Simeria Veche-Ferma IAS / ansamblu anonim (Categorie: locuire) (Tip: așezare)                                                                                  | sat Simeria Veche, oraș Simeria                   | Ferma IAS                  |                         |            |                                               | Încărcați imagine | Raportați eroare |
| 87709.01.04                               | Situl arheologic de la Simeria Veche-Ferma IAS / ansamblu anonim (Categorie: locuire) (Tip: așezare)                                                                                  | sat Simeria Veche, oraș Simeria                   | Ferma IAS                  |                         |            |                                               | Încărcați imagine | Raportați eroare |
| 91063.03.01                               | Așezarea de epocă romană de la Sarmizegetusa - Hotar / ansamblu anonim (Categorie: locuire civilă) (Tip: Așezare)                                                                     | sat Sarmizegetusa, comuna Sarmizegetusa           | Hotar                      |                         |            |                                               | Încărcați imagine | Raportați eroare |
| 91063.04.01                               | Construcție romană situată pe proprietatea lui Brăilă Mircea / ansamblu anonim (Categorie: locuire civilă) (Tip: Casă)                                                                | sat Sarmizegetusa, comuna Sarmizegetusa           | proprietatea Brăilă Mircea |                         |            |                                               | Încărcați imagine | Raportați eroare |
| 89311.01.01                               | Situl arheologic de la Săcărâmb / ansamblu anonim (Categorie: exploatare/carieră) (Tip: Mină)                                                                                         | sat Săcărâmb, comuna Certeju de Sus               |                            |                         |            |                                               | Încărcați imagine | Raportați eroare |
| 89311.01.02                               | Situl arheologic de la Săcărâmb / ansamblu anonim (Categorie: exploatare/carieră) (Tip: Mină)                                                                                         | sat Săcărâmb, comuna Certeju de Sus               |                            |                         |            |                                               | Încărcați imagine | Raportați eroare |
| 89311.02                                  | Situl arheologic de la Săcărâmb - Mina de aur (Categorie: exploatare/carieră) (Tip: mină)                                                                                             | sat Săcărâmb, comuna Certeju de Sus               | Mina de aur                |                         |            |                                               | Încărcați imagine | Raportați eroare |
| 89311.03.01                               | Situl arheologic de la Săcărâmb - Mina de cupru / ansamblu anonim (Categorie: exploatare/carieră) (Tip: Mină)                                                                         | sat Săcărâmb, comuna Certeju de Sus               | Mina de cupru              |                         |            |                                               | Încărcați imagine | Raportați eroare |
| 89311.03.02                               | Situl arheologic de la Săcărâmb - Mina de cupru / ansamblu anonim (Categorie: exploatare/carieră) (Tip: Mină)                                                                         | sat Săcărâmb, comuna Certeju de Sus               | Mina de cupru              |                         |            |                                               | Încărcați imagine | Raportați eroare |
| 89311.03.03                               | Situl arheologic de la Săcărâmb - Mina de cupru / ansamblu anonim (Categorie: exploatare/carieră) (Tip: Mină)                                                                         | sat Săcărâmb, comuna Certeju de Sus               | Mina de cupru              |                         |            |                                               | Încărcați imagine | Raportați eroare |
| 91296.02.01                               | Așezarea de epocă romană de la Săcel - Curtea Taur / ansamblu anonim (Categorie: locuire civilă) (Tip: Așezare)                                                                       | sat Săcel, comuna Sântămăria-Orlea                | Curtea Taur                |                         |            | 45°33′25″N 22°55′00″E / 45.55704°N 22.91677°E | Încărcați imagine | Raportați eroare |
| 91296.03.01                               | Cariera de epocă romană de la Săcel / ansamblu anonim (Categorie: exploatare/carieră) (Tip: carieră)                                                                                  | sat Săcel, comuna Sântămăria-Orlea                |                            |                         |            |                                               | Încărcați imagine | Raportați eroare |
| 91125.05.01                               | Situl arheologic de la Sălașu de Sus - Șasa / ansamblu anonim (Categorie: locuire) (Tip: Villa rustica)                                                                               | sat Sălașu de Sus, comuna Sălașu de Sus           | Șasa                       |                         |            | 45°32′32″N 22°57′28″E / 45.54236°N 22.95769°E | Încărcați imagine | Raportați eroare |
| 91125.05.02                               | Situl arheologic de la Sălașu de Sus - Șasa / ansamblu anonim (Categorie: locuire) (Tip: Așezare)                                                                                     | sat Sălașu de Sus, comuna Sălașu de Sus           | Șasa                       |                         |            | 45°32′32″N 22°57′28″E / 45.54236°N 22.95769°E | Încărcați imagine | Raportați eroare |
| 91125.06.01                               | Așezarea de epocă romană de la Sălașu de Sus - Consiliul Popular / ansamblu anonim (Categorie: locuire) (Tip: Așezare)                                                                | sat Sălașu de Sus, comuna Sălașu de Sus           | Consiliul Popular          |                         |            |                                               | Încărcați imagine | Raportați eroare |
| 91125.07.01                               | Drumul de epocă romană de la Sălașu de Sus - Drumul Jiului / ansamblu anonim (Categorie: transport-comunicații) (Tip: Drum)                                                           | sat Sălașu de Sus, comuna Sălașu de Sus           | Drumul Jiului              |                         |            |                                               | Încărcați imagine | Raportați eroare |
| 88190.01.01                               | Situl arheologic minier de la Săliște / ansamblu anonim (Categorie: exploatare/carieră) (Tip: Mină)                                                                                   | sat Săliște, comuna Băița                         |                            |                         |            |                                               | Încărcați imagine | Raportați eroare |
| 88190.01.02                               | Situl arheologic minier de la Săliște / ansamblu anonim (Categorie: exploatare/carieră) (Tip: Mină)                                                                                   | sat Săliște, comuna Băița                         |                            |                         |            |                                               | Încărcați imagine | Raportați eroare |
| 87512.01.01                               | Așezare de epocă romană de la Sâncrai / ansamblu anonim (Categorie: locuire) (Tip: Așezare)                                                                                           | sat Sâncrai, oraș Călan                           |                            |                         |            |                                               | Încărcați imagine | Raportați eroare |
| 91303.03.01                               | Situl arheologic de la Sânpetru - La Măru / ansamblu anonim (Categorie: locuire civilă) (Tip: Așezare)                                                                                | sat Sânpetru, comuna Sântămăria-Orlea             | La Măru                    |                         |            | 45°33′05″N 22°54′44″E / 45.55135°N 22.9121°E  | Încărcați imagine | Raportați eroare |
| 91303.03.02                               | Situl arheologic de la Sânpetru - La Măru / ansamblu anonim (Categorie: locuire civilă) (Tip: Așezare)                                                                                | sat Sânpetru, comuna Sântămăria-Orlea             | La Măru                    |                         |            | 45°33′05″N 22°54′44″E / 45.55135°N 22.9121°E  | Încărcați imagine | Raportați eroare |
| 91303.04.01                               | Situl arheologic de la Sânpetru - Săliștioara I / ansamblu anonim (Categorie: locuire civilă) (Tip: Așezare)                                                                          | sat Sânpetru, comuna Sântămăria-Orlea             | Săliștioara I              | Wietenberg              |            |                                               | Încărcați imagine | Raportați eroare |
| 91303.04.02                               | Situl arheologic de la Sânpetru - Săliștioara I / ansamblu anonim (Categorie: locuire civilă) (Tip: Așezare)                                                                          | sat Sânpetru, comuna Sântămăria-Orlea             | Săliștioara I              |                         |            |                                               | Încărcați imagine | Raportați eroare |
| 91303.05.01                               | Situl arheologic de la Sânpetru - Săliștioara II / ansamblu anonim (Categorie: locuire civilă) (Tip: Așezare)                                                                         | sat Sânpetru, comuna Sântămăria-Orlea             | Săliștioara II             | dacică                  |            |                                               | Încărcați imagine | Raportați eroare |
| 91303.05.02                               | Situl arheologic de la Sânpetru - Săliștioara II / ansamblu anonim (Categorie: locuire civilă) (Tip: Așezare)                                                                         | sat Sânpetru, comuna Sântămăria-Orlea             | Săliștioara II             |                         |            |                                               | Încărcați imagine | Raportați eroare |
| 91303.06.01                               | Situl arheologic de la Sânpetru - Movilă / ansamblu anonim (Categorie: locuire civilă) (Tip: Așezare)                                                                                 | sat Sânpetru, comuna Sântămăria-Orlea             | Movilă                     |                         |            | 45°33′13″N 22°54′24″E / 45.55359°N 22.90671°E | Încărcați imagine | Raportați eroare |
| 91303.07.01                               | Așezarea hallstattiană de la Sânpetru - Târnov / ansamblu anonim (Categorie: locuire civilă) (Tip: Așezare fortificată)                                                               | sat Sânpetru, comuna Sântămăria-Orlea             | Târnov                     |                         |            |                                               | Încărcați imagine | Raportați eroare |
| 91303.08.01                               | Așezarea Coțofeni de la Sânpetru - La Târnov / ansamblu anonim (Categorie: locuire civilă) (Tip: Așezare)                                                                             | sat Sânpetru, comuna Sântămăria-Orlea             | La Târnov                  | Coțofeni                |            |                                               | Încărcați imagine | Raportați eroare |
| 91303.09.01                               | Așezarea de epocă romană de la Sânpetru - Curtea Vulc / ansamblu anonim (Categorie: locuire civilă) (Tip: Așezare)                                                                    | sat Sânpetru, comuna Sântămăria-Orlea             | Curtea Vulc                |                         |            |                                               | Încărcați imagine | Raportați eroare |
| 91303.10.01                               | Așezarea de epocă romană de la Sânpetru - Grădiște / ansamblu anonim(La Bordeie) (Categorie: locuire civilă) (Tip: Așezare)                                                           | sat Sânpetru, comuna Sântămăria-Orlea             | Grădiște                   |                         |            |                                               | Încărcați imagine | Raportați eroare |
| 87718.01.01                               | Așezarea de epocă romană de la Sântandrei / ansamblu anonim (Categorie: locuire) (Tip: Villa rustica)                                                                                 | sat Sântanderi, oraș Simeria                      |                            |                         |            |                                               | Încărcați imagine | Raportați eroare |
| 87718.01.02                               | Așezarea de epocă romană de la Sântandrei / ansamblu anonim (Categorie: locuire) (Tip: Necropolă)                                                                                     | sat Sântanderi, oraș Simeria                      |                            |                         |            |                                               | Încărcați imagine | Raportați eroare |
| 87521.02.01                               | Așezarea Coțofeni de la Sântămăria de Piatră - Hotar / ansamblu anonim (Categorie: locuire civilă) (Tip: Așezare)                                                                     | sat Sântămăria de Piatră, oraș Călan              | Hotar                      | Coțofeni                |            | 45°45′36″N 23°02′37″E / 45.75996°N 23.04374°E | Încărcați imagine | Raportați eroare |
| 87521.03.01                               | Așezarea Coțofeni de la Sântămăria de Piatră - Pe Piatră / ansamblu anonim (Categorie: locuire civilă) (Tip: Așezare)                                                                 | sat Sântămăria de Piatră, oraș Călan              | Pe Piatră                  | Coțofeni                |            |                                               | Încărcați imagine | Raportați eroare |
| 87521.04.01                               | Așezarea neolitică de la Sântămăria de Piatră - La Groși / ansamblu anonim (Categorie: locuire civilă) (Tip: Așezare)                                                                 | sat Sântămăria de Piatră, oraș Călan              | La Groși                   |                         |            |                                               | Încărcați imagine | Raportați eroare |
| 87521.05.01                               | Situl arheologic de la Sântămăria de Piatră - Grădiște / ansamblu anonim(Măgura, Cariera Sântămăria de Piatră) (Categorie: exploatare/carieră) (Tip: carieră)                         | sat Sântămăria de Piatră, oraș Călan              | Grădiște                   | dacică                  |            | 45°46′35″N 23°00′57″E / 45.77648°N 23.01595°E | Încărcați imagine | Raportați eroare |
| 87521.05.02                               | Situl arheologic de la Sântămăria de Piatră - Grădiște / ansamblu anonim(Măgura, Cariera Sântămăria de Piatră) (Categorie: exploatare/carieră) (Tip: Așezare)                         | sat Sântămăria de Piatră, oraș Călan              | Grădiște                   |                         |            | 45°46′35″N 23°00′57″E / 45.77648°N 23.01595°E | Încărcați imagine | Raportați eroare |
| 87521.05.03                               | Situl arheologic de la Sântămăria de Piatră - Grădiște / ansamblu anonim(Măgura, Cariera Sântămăria de Piatră) (Categorie: exploatare/carieră) (Tip: carieră)                         | sat Sântămăria de Piatră, oraș Călan              | Grădiște                   | dacică                  |            | 45°46′35″N 23°00′57″E / 45.77648°N 23.01595°E | Încărcați imagine | Raportați eroare |
| 87521.05.04                               | Situl arheologic de la Sântămăria de Piatră - Grădiște / ansamblu anonim(Măgura, Cariera Sântămăria de Piatră) (Categorie: exploatare/carieră) (Tip: Așezare)                         | sat Sântămăria de Piatră, oraș Călan              | Grădiște                   | Coțofeni                |            | 45°46′35″N 23°00′57″E / 45.77648°N 23.01595°E | Încărcați imagine | Raportați eroare |
| 87521.05.05                               | Situl arheologic de la Sântămăria de Piatră - Grădiște / ansamblu anonim(Măgura, Cariera Sântămăria de Piatră) (Categorie: exploatare/carieră) (Tip: Așezare)                         | sat Sântămăria de Piatră, oraș Călan              | Grădiște                   | Turdaș                  |            | 45°46′35″N 23°00′57″E / 45.77648°N 23.01595°E | Încărcați imagine | Raportați eroare |
| 91241.04.01                               | Situl arheologic de la Sântămăria-Orlea - Troian / ansamblu anonim(Platou) (Categorie: locuire) (Tip: Așezare)                                                                        | sat Sântămăria-Orlea, comuna Sântămăria-Orlea     | Troian                     | Vinča                   |            | 45°34′52″N 22°58′43″E / 45.58114°N 22.97859°E | Încărcați imagine | Raportați eroare |
| 91241.05.01                               | Situl arheologic de la Sântămăria-Orlea - Grădinile Coliconilor / ansamblu anonim (Categorie: locuire) (Tip: Așezare)                                                                 | sat Sântămăria-Orlea, comuna Sântămăria-Orlea     | Grădinile Coliconilor      | Coțofeni                |            | 45°35′07″N 22°58′11″E / 45.58532°N 22.96986°E | Încărcați imagine | Raportați eroare |
| 91241.05.02                               | Situl arheologic de la Sântămăria-Orlea - Grădinile Coliconilor / ansamblu anonim (Categorie: locuire) (Tip: Așezare)                                                                 | sat Sântămăria-Orlea, comuna Sântămăria-Orlea     | Grădinile Coliconilor      | Wietenberg              |            | 45°35′07″N 22°58′11″E / 45.58532°N 22.96986°E | Încărcați imagine | Raportați eroare |
| 91241.05.03                               | Situl arheologic de la Sântămăria-Orlea - Grădinile Coliconilor / ansamblu anonim (Categorie: locuire) (Tip: Așezare)                                                                 | sat Sântămăria-Orlea, comuna Sântămăria-Orlea     | Grădinile Coliconilor      |                         |            | 45°35′07″N 22°58′11″E / 45.58532°N 22.96986°E | Încărcați imagine | Raportați eroare |
| 91241.06.01                               | Așezarea de epocă romană de la Sântămăria-Orlea - Teren Fotbal / ansamblu anonim (Categorie: locuire) (Tip: constructie)                                                              | sat Sântămăria-Orlea, comuna Sântămăria-Orlea     | Teren Fotbal               |                         |            |                                               | Încărcați imagine | Raportați eroare |
| 91241.07.01                               | Cariera de epocă romană de la Sântămăria-Orlea - Pădurea Făget / ansamblu anonim (Categorie: exploatare/carieră) (Tip: carieră)                                                       | sat Sântămăria-Orlea, comuna Sântămăria-Orlea     | Pădurea Făget              |                         |            |                                               | Încărcați imagine | Raportați eroare |
| 86703.01.01                               | Așezarea din epoca bronzului de la Sântuhalm - Ghețărie / ansamblu anonim (Categorie: locuire) (Tip: Așezare)                                                                         | localitate componentă Sântuhalm, municipiul Deva  | Ghețărie                   | Coțofeni                |            |                                               | Încărcați imagine | Raportați eroare |
| 86703.02.01                               | Așezarea de epoca bronzului de la Sântuhalm - La Ciroane / ansamblu anonim (Categorie: locuire) (Tip: Așezare)                                                                        | localitate componentă Sântuhalm, municipiul Deva  | La Ciroane                 | Wietenberg              |            |                                               | Încărcați imagine | Raportați eroare |
| 86703.03.01                               | Așezarea de epoca romană de la Sântuhalm - Dealul Paiului / ansamblu anonim (Categorie: locuire) (Tip: Villa rustica)                                                                 | localitate componentă Sântuhalm, municipiul Deva  | Dealul Paiului             |                         |            |                                               | Încărcați imagine | Raportați eroare |
| 89936.01.01                               | Situl arheologic de la Sârbi - Măgura Sârbilor / ansamblu anonim (Categorie: locuire) (Tip: Cetate)                                                                                   | sat Sârbi, comuna Ilia                            | Măgura Sârbilor            | dacică                  |            |                                               | Încărcați imagine | Raportați eroare |
| 89936.01.02                               | Situl arheologic de la Sârbi - Măgura Sârbilor / ansamblu anonim (Categorie: locuire) (Tip: Așezare)                                                                                  | sat Sârbi, comuna Ilia                            | Măgura Sârbilor            | Coțofeni                |            |                                               | Încărcați imagine | Raportați eroare |
| 88341.02.01                               | Așezare de epocă romană de la Sibișel / ansamblu anonim (Categorie: locuire civilă) (Tip: constructie)                                                                                | sat Sibișel, comuna Beriu                         |                            |                         |            |                                               | Încărcați imagine | Raportați eroare |
| 87601.04.01                               | Situl arheologic de la Silvașu de Jos - Între Ogăși / ansamblu anonim (Categorie: locuire) (Tip: Așezare)                                                                             | sat Silivașu de Jos, oraș Hațeg                   | Între Ogăși                | Tiszapolgár             |            |                                               | Încărcați imagine | Raportați eroare |
| 87601.04.02                               | Situl arheologic de la Silvașu de Jos - Între Ogăși / ansamblu anonim (Categorie: locuire) (Tip: Așezare)                                                                             | sat Silivașu de Jos, oraș Hațeg                   | Între Ogăși                | Coțofeni                |            |                                               | Încărcați imagine | Raportați eroare |
| 87601.04.03                               | Situl arheologic de la Silvașu de Jos - Între Ogăși / ansamblu anonim (Categorie: locuire) (Tip: Așezare)                                                                             | sat Silivașu de Jos, oraș Hațeg                   | Între Ogăși                | Balta Sărată            |            |                                               | Încărcați imagine | Raportați eroare |
| 87601.04.04                               | Situl arheologic de la Silvașu de Jos - Între Ogăși / ansamblu anonim (Categorie: locuire) (Tip: Așezare)                                                                             | sat Silivașu de Jos, oraș Hațeg                   | Între Ogăși                | Wietenberg              |            |                                               | Încărcați imagine | Raportați eroare |
| 87601.04.05                               | Situl arheologic de la Silvașu de Jos - Între Ogăși / ansamblu anonim (Categorie: locuire) (Tip: Așezare)                                                                             | sat Silivașu de Jos, oraș Hațeg                   | Între Ogăși                |                         |            |                                               | Încărcați imagine | Raportați eroare |
| 87601.04.06                               | Situl arheologic de la Silvașu de Jos - Între Ogăși / ansamblu anonim (Categorie: locuire) (Tip: Așezare)                                                                             | sat Silivașu de Jos, oraș Hațeg                   | Între Ogăși                |                         |            |                                               | Încărcați imagine | Raportați eroare |
| 87601.02.01                               | Situl arheologic de la Silvașu de Jos - Între Ogrăzi / ansamblu anonim (Categorie: locuire) (Tip: Așezare)                                                                            | sat Silivașu de Jos, oraș Hațeg                   | Între Ogrăzi               | Wietenberg              |            |                                               | Încărcați imagine | Raportați eroare |
| 87601.02.02                               | Situl arheologic de la Silvașu de Jos - Între Ogrăzi / ansamblu anonim (Categorie: locuire) (Tip: Așezare)                                                                            | sat Silivașu de Jos, oraș Hațeg                   | Între Ogrăzi               |                         |            |                                               | Încărcați imagine | Raportați eroare |
| 87601.02.03                               | Situl arheologic de la Silvașu de Jos - Între Ogrăzi / ansamblu anonim (Categorie: locuire) (Tip: Așezare)                                                                            | sat Silivașu de Jos, oraș Hațeg                   | Între Ogrăzi               |                         |            |                                               | Încărcați imagine | Raportați eroare |
| 87601.02.04                               | Situl arheologic de la Silvașu de Jos - Între Ogrăzi / ansamblu anonim (Categorie: locuire) (Tip: Așezare)                                                                            | sat Silivașu de Jos, oraș Hațeg                   | Între Ogrăzi               |                         |            |                                               | Încărcați imagine | Raportați eroare |
| 87601.03.02                               | Situl arheologic de la Silvașu de Jos - La Cruce / ansamblu anonim (Categorie: locuire) (Tip: cuptoare)                                                                               | sat Silivașu de Jos, oraș Hațeg                   | La Cruce                   |                         |            |                                               | Încărcați imagine | Raportați eroare |
| 87601.03.01                               | Situl arheologic de la Silvașu de Jos - La Cruce / ansamblu anonim (Categorie: locuire) (Tip: Așezare)                                                                                | sat Silivașu de Jos, oraș Hațeg                   | La Cruce                   | Coțofeni                |            |                                               | Încărcați imagine | Raportați eroare |
| 87601.03.03                               | Situl arheologic de la Silvașu de Jos - La Cruce / ansamblu anonim (Categorie: locuire) (Tip: Așezare)                                                                                | sat Silivașu de Jos, oraș Hațeg                   | La Cruce                   |                         |            |                                               | Încărcați imagine | Raportați eroare |
| 87601.01.01                               | Necropola tumulară de epoca bronzului de la Silvașu de Jos - Dealul Țapului / ansamblu anonim (Categorie: descoperire funerară) (Tip: Necropolă tumulară)                             | sat Silivașu de Jos, oraș Hațeg                   | Dealul Țapului             | Coțofeni                |            | 45°39′56″N 22°55′10″E / 45.66547°N 22.91942°E | Încărcați imagine | Raportați eroare |
| 87601.01.02                               | Necropola tumulară de epoca bronzului de la Silvașu de Jos - Dealul Țapului / ansamblu anonim (Categorie: descoperire funerară) (Tip: Locuire)                                        | sat Silivașu de Jos, oraș Hațeg                   | Dealul Țapului             |                         |            | 45°39′56″N 22°55′10″E / 45.66547°N 22.91942°E | Încărcați imagine | Raportați eroare |
| 87601.05.01                               | Așezarea de epoca romană de la Silvașu de Jos - Ferma CAP / ansamblu anonim (Categorie: locuire) (Tip: Așezare)                                                                       | sat Silivașu de Jos, oraș Hațeg                   | Ferma CAP                  |                         |            |                                               | Încărcați imagine | Raportați eroare |
| 87610.02.01                               | Așezarea preistorică de la Silvașu de Sus - Prislop / ansamblu anonim (Categorie: locuire) (Tip: Așezare)                                                                             | sat Silivașu de Sus, oraș Hațeg                   | Prislop                    |                         |            |                                               | Încărcați imagine | Raportați eroare |
| 87610.02.02                               | Așezarea preistorică de la Silvașu de Sus - Prislop / ansamblu anonim (Categorie: locuire) (Tip: Așezare)                                                                             | sat Silivașu de Sus, oraș Hațeg                   | Prislop                    | Coțofeni                |            |                                               | Încărcați imagine | Raportați eroare |
| 87674.03.01                               | Așezarea de epocă romană de la Simeria / ansamblu anonim (Categorie: locuire) (Tip: Așezare rurală)                                                                                   | oraș Simeria                                      |                            |                         |            |                                               | Încărcați imagine | Raportați eroare |
| 87674.04.01                               | Drumul roman de la Simeria - În dreptul Dealului Holumb / ansamblu anonim (Categorie: transport-comunicații) (Tip: Drum)                                                              | oraș Simeria                                      |                            |                         |            |                                               | Încărcați imagine | Raportați eroare |
| 87709.02.01                               | Necropola medievală de la Simeria Veche - În Vii / ansamblu anonim (Categorie: descoperire funerară) (Tip: Necropolă)                                                                 | sat Simeria Veche, oraș Simeria                   | În Vii                     | sec. X-XI d. Chr        |            |                                               | Încărcați imagine | Raportați eroare |
| 91722.03.01                               | Necropola de epocă romană de la Spini / ansamblu anonim (Categorie: descoperire funerară) (Tip: Necropolă)                                                                            | sat Spini, comuna Turdaș                          |                            |                         |            |                                               | Încărcați imagine | Raportați eroare |
| 88840.01.01                               | Situl arheologic de la Stănija / ansamblu anonim (Categorie: exploatare/carieră) (Tip: mină de aur)                                                                                   | sat Stănija, comuna Buceș                         |                            |                         |            |                                               | Încărcați imagine | Raportați eroare |
| 88840.01.02                               | Situl arheologic de la Stănija / ansamblu anonim (Categorie: exploatare/carieră) (Tip: mină de aur)                                                                                   | sat Stănija, comuna Buceș                         |                            |                         |            |                                               | Încărcați imagine | Raportați eroare |
| 88840.02.01                               | Situl Arheologic de la Stănija - Mina Stănija / ansamblu anonim (Categorie: exploatare/carieră) (Tip: mină de cupru)                                                                  | sat Stănija, comuna Buceș                         | Mina Stănija               |                         |            | 46°07′49″N 23°03′32″E / 46.13018°N 23.05897°E | Încărcați imagine | Raportați eroare |
| 88840.02.02                               | Situl Arheologic de la Stănija - Mina Stănija / ansamblu anonim (Categorie: exploatare/carieră) (Tip: mină de cupru)                                                                  | sat Stănija, comuna Buceș                         | Mina Stănija               |                         |            | 46°07′49″N 23°03′32″E / 46.13018°N 23.05897°E | Încărcați imagine | Raportați eroare |
| 87530.04.01                               | Situl arheologic de la Strei / ansamblu anonim (Categorie: locuire) (Tip: Așezare) | sat Strei, oraș Călan                             |                            |                         |            | 45°42′59″N 22°59′19″E / 45.71646°N 22.98858°E | Încărcați imagine | Raportați eroare |
| 87530.04.02                               | Situl arheologic de la Strei / ansamblu anonim (Categorie: locuire) (Tip: Așezare) | sat Strei, oraș Călan                             |                            | Basarabi                |            | 45°42′59″N 22°59′19″E / 45.71646°N 22.98858°E | Încărcați imagine | Raportați eroare |
| 87530.04.03                               | Situl arheologic de la Strei / ansamblu anonim (Categorie: locuire) (Tip: Așezare) | sat Strei, oraș Călan                             |                            |                         |            | 45°42′59″N 22°59′19″E / 45.71646°N 22.98858°E | Încărcați imagine | Raportați eroare |
| 87530.05.01                               | Situl arheologic de la Strei / ansamblu anonim (Categorie: locuire) (Tip: Villa rustica)                                                                                              | sat Strei, oraș Călan                             |                            | sec. II-III d. Chr      |            | 45°43′02″N 22°59′18″E / 45.71723°N 22.98843°E | Încărcați imagine | Raportați eroare |
| 87530.05.02                               | Situl arheologic de la Strei / ansamblu anonim (Categorie: locuire) (Tip: Așezare) | sat Strei, oraș Călan                             |                            | dacică sex. IV-V d. Chr |            | 45°43′02″N 22°59′18″E / 45.71723°N 22.98843°E | Încărcați imagine | Raportați eroare |
| 87530.05.03                               | Situl arheologic de la Strei / ansamblu anonim (Categorie: locuire) (Tip: Biserică)                                                                                                   | sat Strei, oraș Călan                             |                            | sec. XIII d. Chr        |            | 45°43′02″N 22°59′18″E / 45.71723°N 22.98843°E | Încărcați imagine | Raportați eroare |
| 87530.05.04                               | Situl arheologic de la Strei / ansamblu anonim (Categorie: locuire) (Tip: Necropolă)                                                                                                  | sat Strei, oraș Călan                             |                            | sec. XV-XVIII d. Chr    |            | 45°43′02″N 22°59′18″E / 45.71723°N 22.98843°E | Încărcați imagine | Raportați eroare |
| 87530.05.05                               | Situl arheologic de la Strei / ansamblu anonim (Categorie: locuire) (Tip: Așezare) | sat Strei, oraș Călan                             |                            | Sec. IX - XI d. Chr     |            | 45°43′02″N 22°59′18″E / 45.71723°N 22.98843°E | Încărcați imagine | Raportați eroare |
| 87530.06.01                               | Situl arheologic de la Strei - Canton CFR / ansamblu anonim (Categorie: locuire) (Tip: Așezare)                                                                                       | sat Strei, oraș Călan                             | Canton CFR                 | Coțofeni                |            | 45°43′33″N 22°59′37″E / 45.72578°N 22.99368°E | Încărcați imagine | Raportați eroare |
| 87530.06.02                               | Situl arheologic de la Strei - Canton CFR / ansamblu anonim (Categorie: locuire) (Tip: Așezare)                                                                                       | sat Strei, oraș Călan                             | Canton CFR                 | Wietenberg              |            | 45°43′33″N 22°59′37″E / 45.72578°N 22.99368°E | Încărcați imagine | Raportați eroare |
| 87530.06.03                               | Situl arheologic de la Strei - Canton CFR / ansamblu anonim (Categorie: locuire) (Tip: Așezare)                                                                                       | sat Strei, oraș Călan                             | Canton CFR                 | Balta Sărată            |            | 45°43′33″N 22°59′37″E / 45.72578°N 22.99368°E | Încărcați imagine | Raportați eroare |
| 87530.06.04                               | Situl arheologic de la Strei - Canton CFR / ansamblu anonim (Categorie: locuire) (Tip: Așezare)                                                                                       | sat Strei, oraș Călan                             | Canton CFR                 | Basarabi                |            | 45°43′33″N 22°59′37″E / 45.72578°N 22.99368°E | Încărcați imagine | Raportați eroare |
| 87530.06.05                               | Situl arheologic de la Strei - Canton CFR / ansamblu anonim (Categorie: locuire) (Tip: Așezare)                                                                                       | sat Strei, oraș Călan                             | Canton CFR                 | dacică                  |            | 45°43′33″N 22°59′37″E / 45.72578°N 22.99368°E | Încărcați imagine | Raportați eroare |
| 87530.06.06                               | Situl arheologic de la Strei - Canton CFR / ansamblu anonim (Categorie: locuire) (Tip: Așezare)                                                                                       | sat Strei, oraș Călan                             | Canton CFR                 |                         |            | 45°43′33″N 22°59′37″E / 45.72578°N 22.99368°E | Încărcați imagine | Raportați eroare |
| 87530.07.01                               | Cariera de epocă necunoscută de la Strei / ansamblu anonim (Categorie: exploatare/carieră) (Tip: Mină)                                                                                | sat Strei, oraș Călan                             |                            |                         |            |                                               | Încărcați imagine | Raportați eroare |
| 87549.01.01                               | Așezarea neolitică de la Strei-Săcel - Pe Șesuri / ansamblu anonim (Categorie: locuire civilă) (Tip: Așezare)                                                                         | sat Strei-Săcel, oraș Călan                       | Pe Șesuri                  | Vinča - B               |            | 45°44′51″N 23°01′13″E / 45.74761°N 23.02026°E | Încărcați imagine | Raportați eroare |
| 87549.02.01                               | Cariera de epocă romană de la Strei-Săcel / ansamblu anonim (Categorie: locuire civilă) (Tip: Așezare rurală)                                                                         | sat Strei-Săcel, oraș Călan                       |                            |                         |            |                                               | Încărcați imagine | Raportați eroare |
| 87549.02.02                               | Cariera de epocă romană de la Strei-Săcel / ansamblu anonim (Categorie: locuire civilă) (Tip: carieră)                                                                                | sat Strei-Săcel, oraș Călan                       |                            |                         |            |                                               | Încărcați imagine | Raportați eroare |
| 87442.03.01                               | Așezarea Coțofeni de la Streisângeorgiu / ansamblu anonim (Categorie: locuire civilă) (Tip: Așezare)                                                                                  | localitate componentă Streisângeorgiu, oraș Călan |                            | Coțofeni                |            |                                               | Încărcați imagine | Raportați eroare |
| 87442.04.01                               | Situl arhologic de la Streisângeorgiu / ansamblu anonim (Categorie: locuire civilă) (Tip: Așezare)                                                                                    | localitate componentă Streisângeorgiu, oraș Călan |                            | Coțofeni                |            |                                               | Încărcați imagine | Raportați eroare |
| 87442.04.02                               | Situl arhologic de la Streisângeorgiu / ansamblu anonim (Categorie: locuire civilă) (Tip: Așezare)                                                                                    | localitate componentă Streisângeorgiu, oraș Călan |                            | Balta Sărată            |            |                                               | Încărcați imagine | Raportați eroare |
| 87442.04.03                               | Situl arhologic de la Streisângeorgiu / ansamblu anonim (Categorie: locuire civilă) (Tip: Așezare)                                                                                    | localitate componentă Streisângeorgiu, oraș Călan |                            |                         |            |                                               | Încărcați imagine | Raportați eroare |
| 87442.04.04                               | Situl arhologic de la Streisângeorgiu / ansamblu anonim (Categorie: locuire civilă) (Tip: Așezare)                                                                                    | localitate componentă Streisângeorgiu, oraș Călan |                            |                         |            |                                               | Încărcați imagine | Raportați eroare |
| 87442.05.01                               | Așezarea de epocă romană de la Streisângeorgiu - Fermă / ansamblu anonim (Categorie: locuire civilă) (Tip: Villa rustica)                                                             | localitate componentă Streisângeorgiu, oraș Călan | Fermă                      |                         |            | 45°42′50″N 23°00′40″E / 45.71386°N 23.01118°E | Încărcați imagine | Raportați eroare |
| 87442.06.01                               | Complexul medieval de la Streisângeorgiu - Mănăstirea Streisângeorgiu / ansamblu anonim (Categorie: construcție cult) (Tip: Biserică)                                                 | localitate componentă Streisângeorgiu, oraș Călan | Mănăstirea Streisângeorgiu | Sec. XII-XIII           |            | 45°43′44″N 23°01′21″E / 45.72902°N 23.02251°E | Încărcați imagine | Raportați eroare |
| 87442.06.02                               | Complexul medieval de la Streisângeorgiu - Mănăstirea Streisângeorgiu / ansamblu anonim (Categorie: construcție cult) (Tip: Necropolă)                                                | localitate componentă Streisângeorgiu, oraș Călan | Mănăstirea Streisângeorgiu | sec. XII d. Chr.        |            | 45°43′44″N 23°01′21″E / 45.72902°N 23.02251°E | Încărcați imagine | Raportați eroare |
| 87442.06.03                               | Complexul medieval de la Streisângeorgiu - Mănăstirea Streisângeorgiu / ansamblu anonim (Categorie: construcție cult) (Tip: Mormânt tumular)                                          | localitate componentă Streisângeorgiu, oraș Călan | Mănăstirea Streisângeorgiu | dacică                  |            | 45°43′44″N 23°01′21″E / 45.72902°N 23.02251°E | Încărcați imagine | Raportați eroare |
| 87442.06.04                               | Complexul medieval de la Streisângeorgiu - Mănăstirea Streisângeorgiu / ansamblu anonim (Categorie: construcție cult) (Tip: Necropolă)                                                | localitate componentă Streisângeorgiu, oraș Călan | Mănăstirea Streisângeorgiu |                         |            | 45°43′44″N 23°01′21″E / 45.72902°N 23.02251°E | Încărcați imagine | Raportați eroare |
| 87442.06.05                               | Complexul medieval de la Streisângeorgiu - Mănăstirea Streisângeorgiu / ansamblu anonim (Categorie: construcție cult) (Tip: Altar)                                                    | localitate componentă Streisângeorgiu, oraș Călan | Mănăstirea Streisângeorgiu |                         |            | 45°43′44″N 23°01′21″E / 45.72902°N 23.02251°E | Încărcați imagine | Raportați eroare |
| 87442.06.06                               | Complexul medieval de la Streisângeorgiu - Mănăstirea Streisângeorgiu / ansamblu anonim (Categorie: construcție cult) (Tip: Așezare rurală)                                           | localitate componentă Streisângeorgiu, oraș Călan | Mănăstirea Streisângeorgiu |                         |            | 45°43′44″N 23°01′21″E / 45.72902°N 23.02251°E | Încărcați imagine | Raportați eroare |
| 87442.07.01                               | Cariera de epocă romană de la Streisângeorgiu / ansamblu anonim (Categorie: exploatare/carieră) (Tip: carieră)                                                                        | localitate componentă Streisângeorgiu, oraș Călan |                            |                         |            |                                               | Încărcați imagine | Raportați eroare |
| 91312.04.01                               | Situl arheologic de la Subcetate - Turnul Orlea / ansamblu anonim(Măgura, Dealul Petriș) (Categorie: locuire) (Tip: Cetate)                                                           | sat Subcetate, comuna Sântămăria-Orlea            | Turnul Orlea               |                         |            | 45°35′51″N 22°59′09″E / 45.59758°N 22.98576°E | Încărcați imagine | Raportați eroare |
| 91312.04.02                               | Situl arheologic de la Subcetate - Turnul Orlea / ansamblu anonim(Măgura, Dealul Petriș) (Categorie: locuire) (Tip: Așezare)                                                          | sat Subcetate, comuna Sântămăria-Orlea            | Turnul Orlea               | Petriș - I              |            | 45°35′51″N 22°59′09″E / 45.59758°N 22.98576°E | Încărcați imagine | Raportați eroare |
| 91312.04.03                               | Situl arheologic de la Subcetate - Turnul Orlea / ansamblu anonim(Măgura, Dealul Petriș) (Categorie: locuire) (Tip: Așezare)                                                          | sat Subcetate, comuna Sântămăria-Orlea            | Turnul Orlea               | Coțofeni                |            | 45°35′51″N 22°59′09″E / 45.59758°N 22.98576°E | Încărcați imagine | Raportați eroare |
| 91312.04.04                               | Situl arheologic de la Subcetate - Turnul Orlea / ansamblu anonim(Măgura, Dealul Petriș) (Categorie: locuire) (Tip: Așezare)                                                          | sat Subcetate, comuna Sântămăria-Orlea            | Turnul Orlea               | Balta Sărată            |            | 45°35′51″N 22°59′09″E / 45.59758°N 22.98576°E | Încărcați imagine | Raportați eroare |
| 91312.04.05                               | Situl arheologic de la Subcetate - Turnul Orlea / ansamblu anonim(Măgura, Dealul Petriș) (Categorie: locuire) (Tip: Așezare)                                                          | sat Subcetate, comuna Sântămăria-Orlea            | Turnul Orlea               | Petriș - II             |            | 45°35′51″N 22°59′09″E / 45.59758°N 22.98576°E | Încărcați imagine | Raportați eroare |
| 91312.04.06                               | Situl arheologic de la Subcetate - Turnul Orlea / ansamblu anonim(Măgura, Dealul Petriș) (Categorie: locuire) (Tip: Așezare)                                                          | sat Subcetate, comuna Sântămăria-Orlea            | Turnul Orlea               | dacică                  |            | 45°35′51″N 22°59′09″E / 45.59758°N 22.98576°E | Încărcați imagine | Raportați eroare |
| 91312.04.07                               | Situl arheologic de la Subcetate - Turnul Orlea / ansamblu anonim(Măgura, Dealul Petriș) (Categorie: locuire) (Tip: Așezare)                                                          | sat Subcetate, comuna Sântămăria-Orlea            | Turnul Orlea               |                         |            | 45°35′51″N 22°59′09″E / 45.59758°N 22.98576°E | Încărcați imagine | Raportați eroare |
| 91312.04.08                               | Situl arheologic de la Subcetate - Turnul Orlea / ansamblu anonim(Măgura, Dealul Petriș) (Categorie: locuire) (Tip: Așezare)                                                          | sat Subcetate, comuna Sântămăria-Orlea            | Turnul Orlea               |                         |            | 45°35′51″N 22°59′09″E / 45.59758°N 22.98576°E | Încărcați imagine | Raportați eroare |
| 91312.04.09                               | Situl arheologic de la Subcetate - Turnul Orlea / ansamblu anonim(Măgura, Dealul Petriș) (Categorie: locuire) (Tip: Așezare)                                                          | sat Subcetate, comuna Sântămăria-Orlea            | Turnul Orlea               | Turdaș                  |            | 45°35′51″N 22°59′09″E / 45.59758°N 22.98576°E | Încărcați imagine | Raportați eroare |
| 91312.05.01                               | Situl arheologic de la Subcetate -Halta Covragi / ansamblu anonim(Punctul trigonometric) (Categorie: locuire) (Tip: Așezare)                                                          | sat Subcetate, comuna Sântămăria-Orlea            | Halta Covragi              | Coțofeni                |            |                                               | Încărcați imagine | Raportați eroare |
| 91312.05.02                               | Situl arheologic de la Subcetate -Halta Covragi / ansamblu anonim(Punctul trigonometric) (Categorie: locuire) (Tip: Așezare)                                                          | sat Subcetate, comuna Sântămăria-Orlea            | Halta Covragi              | Turdaș                  |            |                                               | Încărcați imagine | Raportați eroare |
| 91312.05.03                               | Situl arheologic de la Subcetate -Halta Covragi / ansamblu anonim(Punctul trigonometric) (Categorie: locuire) (Tip: Așezare)                                                          | sat Subcetate, comuna Sântămăria-Orlea            | Halta Covragi              |                         |            |                                               | Încărcați imagine | Raportați eroare |
| 91312.06.01                               | Așezarea Coțofeni de la Subcetate - La Izvor / ansamblu anonim (Categorie: locuire) (Tip: Așezare)                                                                                    | sat Subcetate, comuna Sântămăria-Orlea            | La Izvor                   | Coțofeni                |            |                                               | Încărcați imagine | Raportați eroare |
| 91312.07.01                               | Așezarea hallstatiană de la Subcetate - Vatra Satului / ansamblu anonim (Categorie: locuire) (Tip: Val de pământ)                                                                     | sat Subcetate, comuna Sântămăria-Orlea            | Vatra Satului              |                         |            | 45°36′10″N 22°59′35″E / 45.60265°N 22.99313°E | Încărcați imagine | Raportați eroare |
| 91312.07.02                               | Așezarea hallstatiană de la Subcetate - Vatra Satului / ansamblu anonim (Categorie: locuire) (Tip: Așezare)                                                                           | sat Subcetate, comuna Sântămăria-Orlea            | Vatra Satului              |                         |            | 45°36′10″N 22°59′35″E / 45.60265°N 22.99313°E | Încărcați imagine | Raportați eroare |
| 91312.08.01                               | Castrul roman de la Subcetate - Casa Florescu / ansamblu anonim (Categorie: construcție defensivă) (Tip: Castru)                                                                      | sat Subcetate, comuna Sântămăria-Orlea            |                            |                         |            |                                               | Încărcați imagine | Raportați eroare |
| 91312.09.01                               | Așezarea de epocă romană de la Subcetate - Școala Veche / ansamblu anonim (Categorie: locuire) (Tip: fundație)                                                                        | sat Subcetate, comuna Sântămăria-Orlea            |                            |                         |            |                                               | Încărcați imagine | Raportați eroare |
| 91063.01.01 (Cod LMI: HD-I-s-A-03205)     | Colonia Ulpia Traiana Augusta Dacica Sarmizegetusa / ansamblu anonim (Categorie: locuire civilă) (Tip: Așezare)                                                                       | sat Sarmizegetusa, comuna Sarmizegetusa           | nr. 102                    | Coțofeni                |            | 45°31′02″N 22°47′19″E / 45.51722°N 22.78861°E | Încărcați imagine | Raportați eroare |
| 91063.01.02 (Cod LMI: HD-I-s-A-03205)     | Colonia Ulpia Traiana Augusta Dacica Sarmizegetusa / ansamblu Colonia Ulpia Traiana Augusta Dacica Sarmizegetusa (Categorie: locuire civilă) (Tip: Așezare urbană)                    | sat Sarmizegetusa, comuna Sarmizegetusa           | nr. 102                    | sec. II-III             |            | 45°31′02″N 22°47′19″E / 45.51722°N 22.78861°E | Încărcați imagine | Raportați eroare |
| 87674.01.01 (Cod LMI: HD-I-m-B-03206.04)  | Situl arheologic de la Simeria - "La Vie" / ansamblu anonim (Categorie: locuire) (Tip: Așezare)                                                                                       | oraș Simeria                                      | La Vie                     |                         |            | 45°N 22°E / 45°N 22°E                         | Încărcați imagine | Raportați eroare |
| 87674.01.02 (Cod LMI: HD-I-m-B-03206.02)  | Situl arheologic de la Simeria - "La Vie" / ansamblu anonim (Categorie: locuire) (Tip: Așezare)                                                                                       | oraș Simeria                                      | La Vie                     |                         |            | 45°N 22°E / 45°N 22°E                         | Încărcați imagine | Raportați eroare |
| 87674.01.03 (Cod LMI: HD-I-m-B-03206.02)  | Situl arheologic de la Simeria - "La Vie" / ansamblu anonim (Categorie: locuire) (Tip: Așezare)                                                                                       | oraș Simeria                                      | La Vie                     |                         |            | 45°N 22°E / 45°N 22°E                         | Încărcați imagine | Raportați eroare |
| 87674.01.04 (Cod LMI: HD-I-m-B-03206.01)  | Situl arheologic de la Simeria - "La Vie" / ansamblu anonim (Categorie: locuire) (Tip: Necropolă)                                                                                     | oraș Simeria                                      | La Vie                     | sec. XI-XIII            |            | 45°N 22°E / 45°N 22°E                         | Încărcați imagine | Raportați eroare |
| 91241.01.03                               | Situl arheologic de la Sântămăria-Orlea - Terasa Grindanu / ansamblu anonim (Categorie: locuire) (Tip: Așezare)                                                                       | sat Sântămăria-Orlea, comuna Sântămăria-Orlea     | Terasa Grindanu            | Wietenberg              |            | 45°35′43″N 22°58′39″E / 45.59515°N 22.9776°E  | Încărcați imagine | Raportați eroare |
| 91241.01.04                               | Situl arheologic de la Sântămăria-Orlea - Terasa Grindanu / ansamblu anonim (Categorie: locuire) (Tip: Fortificație)                                                                  | sat Sântămăria-Orlea, comuna Sântămăria-Orlea     | Terasa Grindanu            |                         |            | 45°35′43″N 22°58′39″E / 45.59515°N 22.9776°E  | Încărcați imagine | Raportați eroare |
| 91241.01.01 (Cod LMI: HD-I-m-A-03207.01)  | Situl arheologic de la Sântămăria-Orlea - Terasa Grindanu / ansamblu anonim (Categorie: locuire) (Tip: Villa rustica)                                                                 | sat Sântămăria-Orlea, comuna Sântămăria-Orlea     | Terasa Grindanu            | sec. II-III             |            | 45°35′43″N 22°58′39″E / 45.59515°N 22.9776°E  | Încărcați imagine | Raportați eroare |
| 91241.01.02 (Cod LMI: HD-I-m-A-03207.02)  | Situl arheologic de la Sântămăria-Orlea - Terasa Grindanu / ansamblu anonim (Categorie: locuire) (Tip: Terme)                                                                         | sat Sântămăria-Orlea, comuna Sântămăria-Orlea     | Terasa Grindanu            | sec. II-III             |            | 45°35′43″N 22°58′39″E / 45.59515°N 22.9776°E  | Încărcați imagine | Raportați eroare |
| 87530.01.01 (Cod LMI: HD-I-s-B-03208)     | Villa rustica de la Strei / ansamblu anonim (Categorie: locuire civilă) (Tip: Villa rustica)                                                                                          | sat Strei, oraș Călan                             |                            | sec. II-III             | 1969       | 45°N 23°E / 45°N 23°E                         | Încărcați imagine | Raportați eroare |
| 91312.01.01 (Cod LMI: HD-I-s-B-03210)     | Așezarea hallstattiană de la Subcetate - "Petriș" / ansamblu anonim (Categorie: locuire civilă) (Tip: Așezare fortificată)                                                            | sat Subcetate, comuna Sântămăria-Orlea            | Petriș                     | sec. VIII-VI a. Chr.    |            | 45°N 23°E / 45°N 23°E                         | Încărcați imagine | Raportați eroare |